# Her Bleeding Heart
Her Bleeding Heart er en amerikansk stumfilm fra 1916 af Jack Pratt.

## Medvirkende
- Betty Brice som Marion Lane.
- Richard Buhler som Dr. George Page.
- Crauford Kent som Allen Craven.
- Inez Buck som Lucy Mallory.
- Karva Poloskova som Sonia Crator.